# 阿塔卡馬大型毫米波/亞毫米波陣列
23°01′9.42″S 67°45′11.44″W / 23.0192833°S 67.7531778°W
阿塔卡瑪大型毫米及次毫米波陣列（英語：Atacama Large Millimeter/submillimeter Array）位於智利北部阿塔卡瑪沙漠，是由電波望遠鏡構成的天文干涉儀。因為具備「高海拔」和「空氣乾燥」兩絕佳條件，這對毫米和次毫米波長的觀測至關重要，陣列最終選擇設在5,000公尺的查南托高原上，附近還有拉諾德查南托天文臺 (Llano de Chajnantor Observatory) 和阿塔卡馬探路者實驗。ALMA 望遠鏡陣列有 54 座口徑寬 12 米的天線以及 12 座口徑 7 米的天線，總共 是66 座天線一起協同工作。每個天線個別收集來自太空的輻射，並將訊號聚焦在天線上的接收機上。然後，所有天線取得信號經由專用的「超級計算機」－－相關器 (correlator)處理，最後彙總在一起。66 座 ALMA 天線可用不同的配置法排成陣列，天線間的距離變化多樣 ，最短可以是 150公尺，最長可以到 16 公里。若與過去的望遠鏡系統做比較，在毫米及次毫米波段上，ALMA能看到更暗的天體，同時能得到更高的影像解析度。
名為毫米及次毫米波陣列的ALMA望遠鏡在毫米波和次毫米波的波長上進行觀測，觀測波段為0.3mm到9mm，解析度高達4毫角秒，成像比哈伯太空望遠鏡銳利十倍。由於站台位址條件極佳，再加上ALMA前所未有的探測靈敏度、角分辨率、頻譜解析度和成像品質，使得天文學家可以在更廣泛的天文學領域裡進行新的研究，可望探測最早的恆星和星系起源、甚至直接捕捉行星形成時的影像。
ALMA從2011年的下半年開始科學觀測，在2011年10月3日向新聞界釋出第一張圖像，全面運作始於2013年3月。
根據ALMA官方於2016年3月31日發布最新成果，高達1AU解析力的長蛇座TW星照片，精細度被號稱為當時望遠鏡觀測原行星盤「史上最佳代表作」。

## 概觀
由66架高精度的天線組成，觀測波段在0.3至9.6mm的波長的ALMA陣列，靈敏度和解析力均較現有次毫米望遠鏡更高（如單鏡的詹姆士·克拉克·麥斯威爾望遠鏡 （页面存档备份，存于）（JCMT，James Clerk Maxwell Telescope）、次毫米波陣列望遠鏡（SMA，Submillimeter Array）、位於德布赫高原的Institut de Radio Astronomie Millimétrique （页面存档备份，存于）（IRAM）等）。
它的概念類似於美國新墨西哥州甚大天線陣列（VLA）的站台，天線可以在沙漠高原上移動，移動距離範圍從150米到16公里，這使ALMA的縮放功能強大，觀測目標更為多樣化。陣列是由較多望遠鏡組成時，所提供的靈敏度也較高。
望遠鏡陣列由三種不同型的天線組成：美國規格的有25座，歐洲製造的也有25座，日本的阿塔卡瑪密集陣列（ACA，Atacama Compact Array）有16座，其中又分「4大、12小」（大的口徑是12米，小的是7米）。ACA陣列既加強ALMA取得的天文影像品質，也擴大ALMA的成像視場。 

### 歷史
ALMA的概念源自於後來合而為一的三個天文專案 －美國的「微米陣列」（MMA，Millimeter Array）、歐洲的「大南方陣列」（LSA，Large Southern Array）和日本的「大毫米波陣列」（LMA，Large Millimeter Array）。為了深入探索宇宙，1990年代前後，本來三組天文學家都在計畫建造大型天文臺，觀測毫米波：美國有「MMA陣列計畫」，歐洲人想在南半球蓋一個叫做“LSA”的南天陣列，日本人的計畫是「LMSA次毫米波陣列計畫」。ALMA跨出的第一步是在1997年，美國國家電波天文台 （页面存档备份，存于）（NRAO，National Radio Astronomy Observatory ）和歐洲南方天文台（ESO）同意合併MMA和LSA為一，合併的陣列要兼具MMA的頻率範圍和LSA的靈敏度。ESO和NRAO並加入加拿大和西班牙的兩個天文台（後者在後來成為ESO成員），一起在技術、科學、和管理上定義組織一聯合專案。
經決議協定，1999年3月，新陣列名稱定為「阿塔卡瑪大型毫米波陣列」或ALMA（Atacama Large Millimeter Array），「alma」在西班牙文的意思是「靈魂」，在阿拉伯文的意思是「知識淵博」或是「博學」。2003年2月25日，北美和歐洲雙方簽屬了協議。2003年11月6日，ALMA舉行了奠基儀式，而ALMA的標誌也首度公諸於世。到了2004年9月14日，日本也決定加入。日本國立天文台（NAOJ，National Astronomical Observatory of Japan ）提案，將負責設計建造阿塔卡瑪密集陣列（ACA）。該陣列後來命名為森田陣列（Morita Array），以紀念對ALMA望遠鏡陣列貢獻良多的日本電波天文學家森田耕一郎。

## 科學成果

### 最初的測試圖像
2011年夏季，ALMA展開前期科學觀測 首批公布圖像證實極大潛力。首批觀測目標之一是一對因為正在碰撞而明顯呈現扭曲的星系，稱為觸鬚星系。雖然ALMA沒有觀察到整個星系合併，但該圖像是觸鬚星系在次毫米波段的最清晰圖像，它顯示從密集的冷氣體雲形成新的恆星，那是可見光波段不能看到的圖像。

測試階段觀測圖像
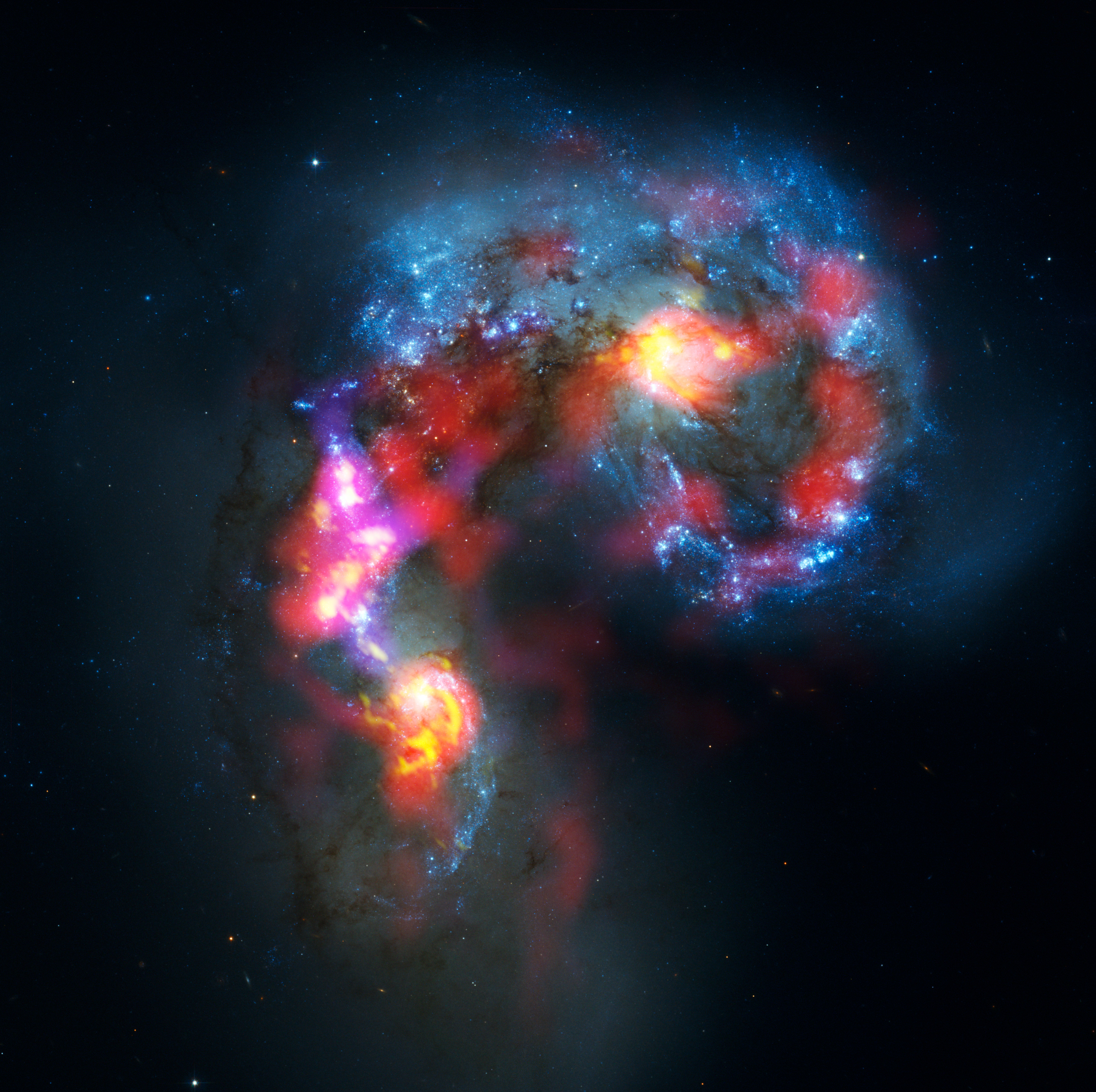

### 正式測試圖像
ALMA可探測最早的恆星和星系起源、直接捕捉行星形成時的影像

正式觀測圖像
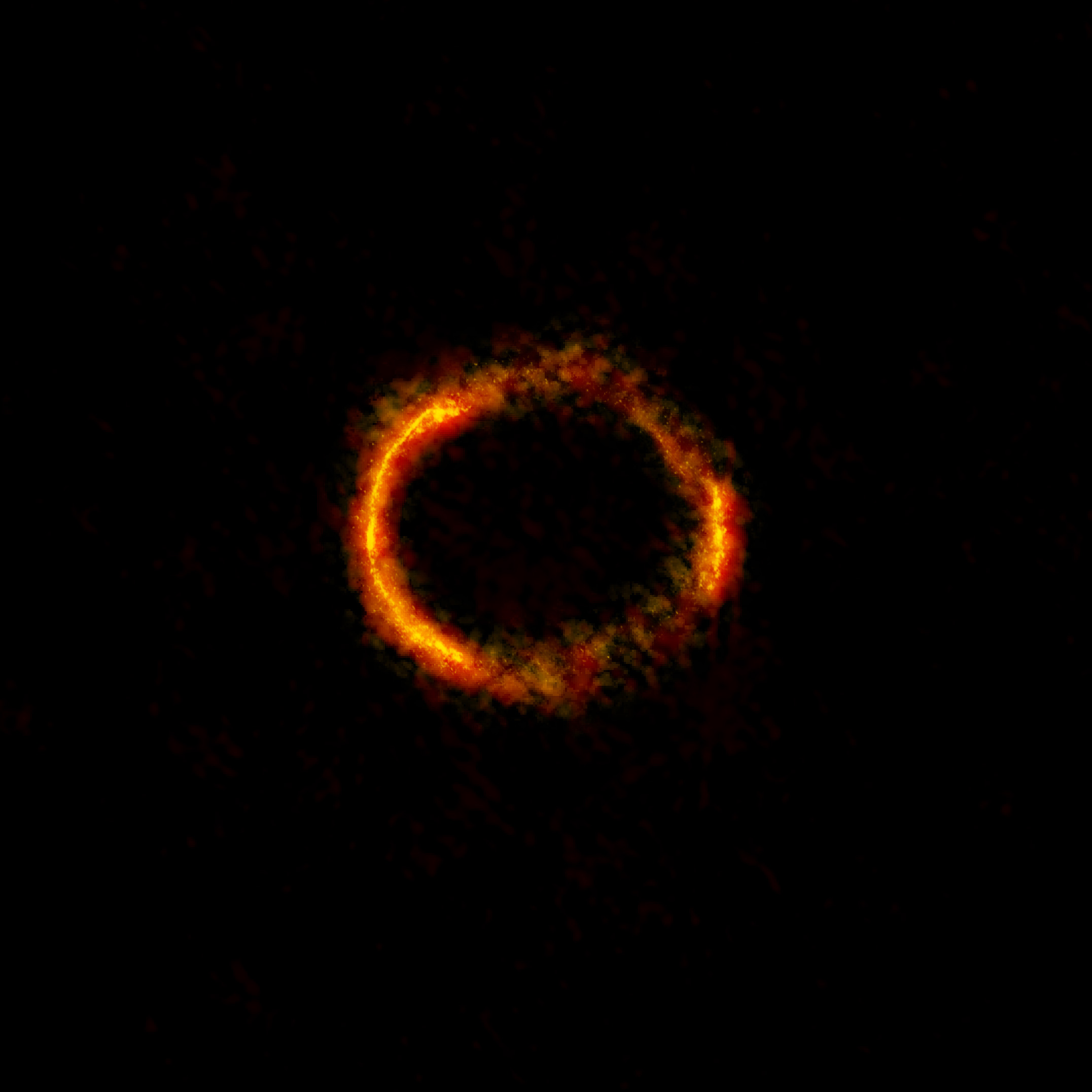
ALMA 觀測重力透鏡現象下的SDP.81星系
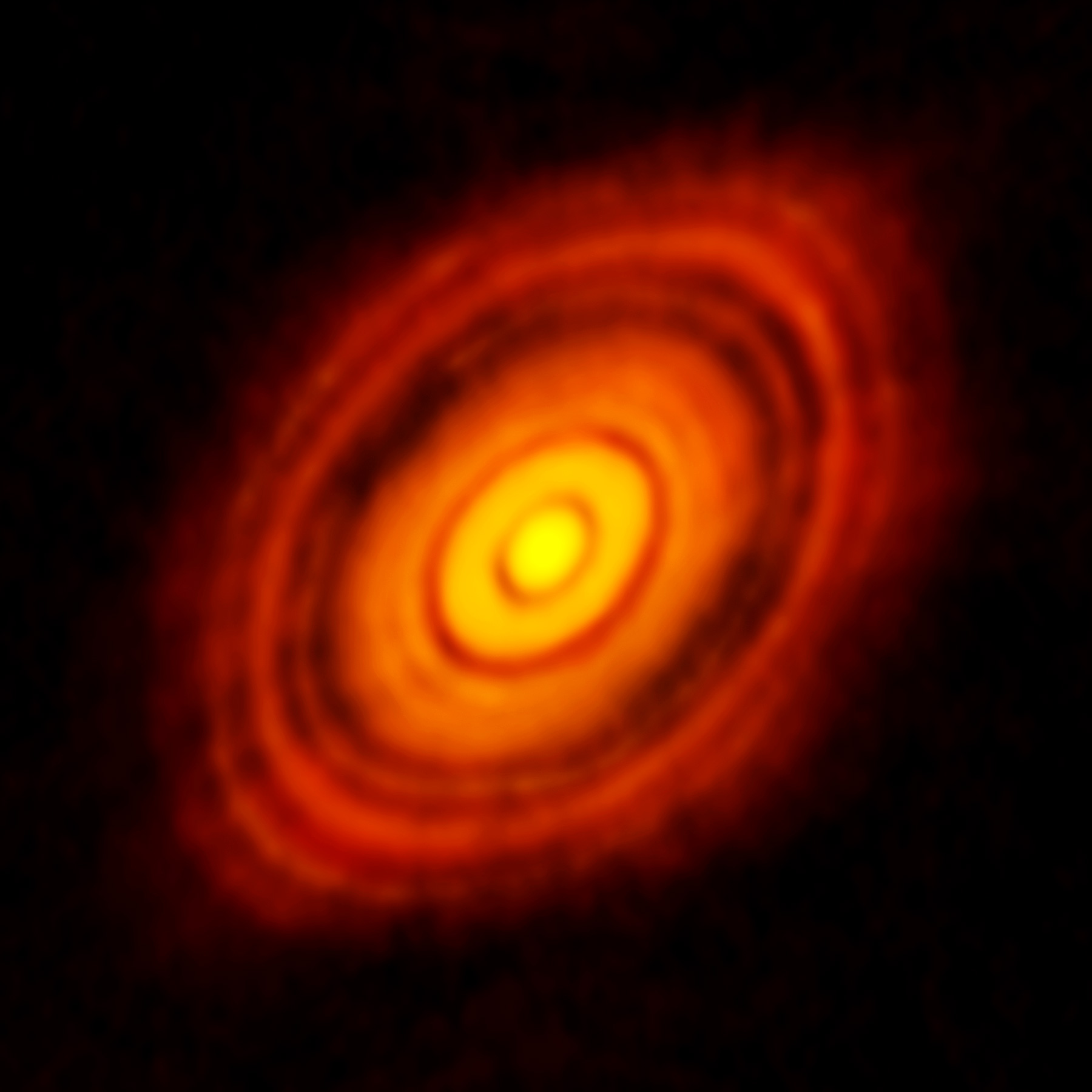
ALMA觀測金牛座 HL 原行星盤

## 台湾參與 ALMA 計畫
2005年9月，中華民國中央研究院與日本國立自然科學研究機構（NINS）協議，以ALMA-Japan計畫的一員加入ALMA團隊。而在2008年10月，中華民國科技部（當時為國家科學委員會）與美國國家科學基金會（NSF）達成中華民國與北美 ALMA 團隊的合作協議。中央研究院天文及天文物理研究所藉主導ALMA第一頻段接收機的研發、測試、製造，在ALMA國際團隊中扮演重要角色，用「實物製作換得觀測時間」的模式，建立了臺灣天文學界可透過「觀測計畫競投」使用ALMA的管道。
ALMA是東亞（日本、中華民國）、歐洲、北美和智利共和國形成之國際合作計畫所共同建造、運營及管理。建造成本約為美金14億 ，主要出資者為美國、歐洲各國及日本，是目前造價最高昂的地面望遠鏡。北美和歐洲團隊負責興建的是12米基線陣列，日本負責的是阿塔卡瑪密集陣列（ACA）。

## 外部連結
- ALMA官網 （页面存档备份，存于）
- NRAO ALMA site （页面存档备份，存于）
- UK ALMA site （页面存档备份，存于）
- ESO ALMA site （页面存档备份，存于）
- ALMA site by NAOJ
- ALMA Antennas Collect First Data（页面存档备份，存于）, "bbc.co.uk, 17 November 2009.
- How the Huge ALMA Radio Telescope Works (Infographic) （页面存档备份，存于）, Space.com, 12 March 2013.
- Into Deep Space: The Birth of the Alma Observatory （页面存档备份，存于）
- An optical system design for the Atacama Large Millimeter Array （页面存档备份，存于） SPIE Newsroom, 5 June 2014.
- CBS News' "60 Minutes" program （页面存档备份，存于）, original broadcast on 9 March 2014, rebroadcast on 27 July 2014.  Bob Simon is the correspondent. Michael Gavshon and David Levine, producers.
- ALMA 兒童網站 （页面存档备份，存于）